# البحرية الإمبراطورية الألمانية
البحرية الإمبراطورية الألمانية (بالألمانية: Kaiserliche Marine)‏ هي القوة البحرية التابعة للإمبراطورية الألمانية تأسست مع تأسيس الإمبراطورية عام 1871. ونمت خلال عهد الإمبراطور فيلهلم الثاني مما تسبب في سباق تسلح مع الإمبراطورية البريطانية. خلال الحرب العالمية الأولى كانت البحرية الألمانية أكبر قوة بحرية في العالم بعد بريطانيا. بين عامي 1871 و1919، نمت من البحرية البروسية الصغيرة (من عام 1867 البحرية الاتحادية الألمانية الشمالية)، والتي كانت في المقام الأول مهمة الدفاع الساحلي. قام فيلهلم الثاني بتوسيع البحرية بشكل كبير، وتوسيع مهمتها. كان القائد الرئيسي هو الأدميرال ألفريد فون تيربيتز، الذي وسع بشكل كبير حجم ونوعية البحرية، في حين تبنى نظريات القوة البحرية للاستراتيجي الأمريكي ألفريد ثاير ماهان. وكانت النتيجة سباق تسلح بحري مع بريطانيا حيث نمت البحرية الألمانية لتصبح واحدة من أعظم القوات البحرية في العالم، في المرتبة الثانية بعد البحرية الملكية. أثبتت البحرية السطحية الألمانية مثل السفن والبوارج عدم فعاليتها خلال الحرب العالمية الأولى؛ حيث كانت غير حاسمة في مشاركتها الرئيسية الوحيدة هي معركة يوتلاند. لذا كان الاهتمام بتوسع أسطول الغواصات الألماني بشكل كبير حيث شكل تهديداً كبيراً لنظام الإمدادات البريطاني. كانت جميع سفن البحرية الإمبراطورية تحمل اسم إس‌إم‌إس، اختصار (Seiner Majestät Schiff: سفينة جلالته).

## الإنجازات

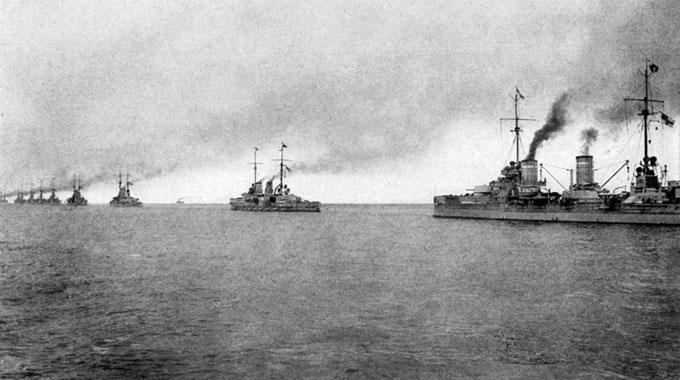
دريدنوت لأسطول أعالي البحار

حققت البحرية الإمبراطورية بعض المفاخر التشغيلية الهامة. في معركة كورونل، ألحقت أول هزيمة كبرى على البحرية الملكية في أكثر من مائة عام، على الرغم من أن سرب السفن الألمانية هُزمت في وقت لاحق في معركة جزر فوكلاند، سفينة واحدة فقط هربت من التدمير. كما خرجت البحرية من حركة الأسطول في معركة يوتلاند بعد أن دمرت سفنًا أكثر مما خسرت، على الرغم من أن القيمة الاستراتيجية لكل من هذه اللقاءات كانت ضئيلة.
كانت البحرية الإمبراطورية أول من قام بتشغيل الغواصات بنجاح على نطاق واسع في زمن الحرب، حيث تم تكليف 375 غواصة بنهاية الحرب العالمية الأولى، كما قامت بتشغيل زبلين. على الرغم من أنها لم تكن قادرة أبدًا على مطابقة عدد سفن البحرية الملكية، إلا أنها كانت تتمتع بمزايا تكنولوجية، مثل قذائف أفضل ووقود، مما يعني أنها لم تفقد سفينة مطلقًا بسبب انفجار مخزن ذخائر.

## 1871 إلى 1888، القيصر فيلهلم الأول

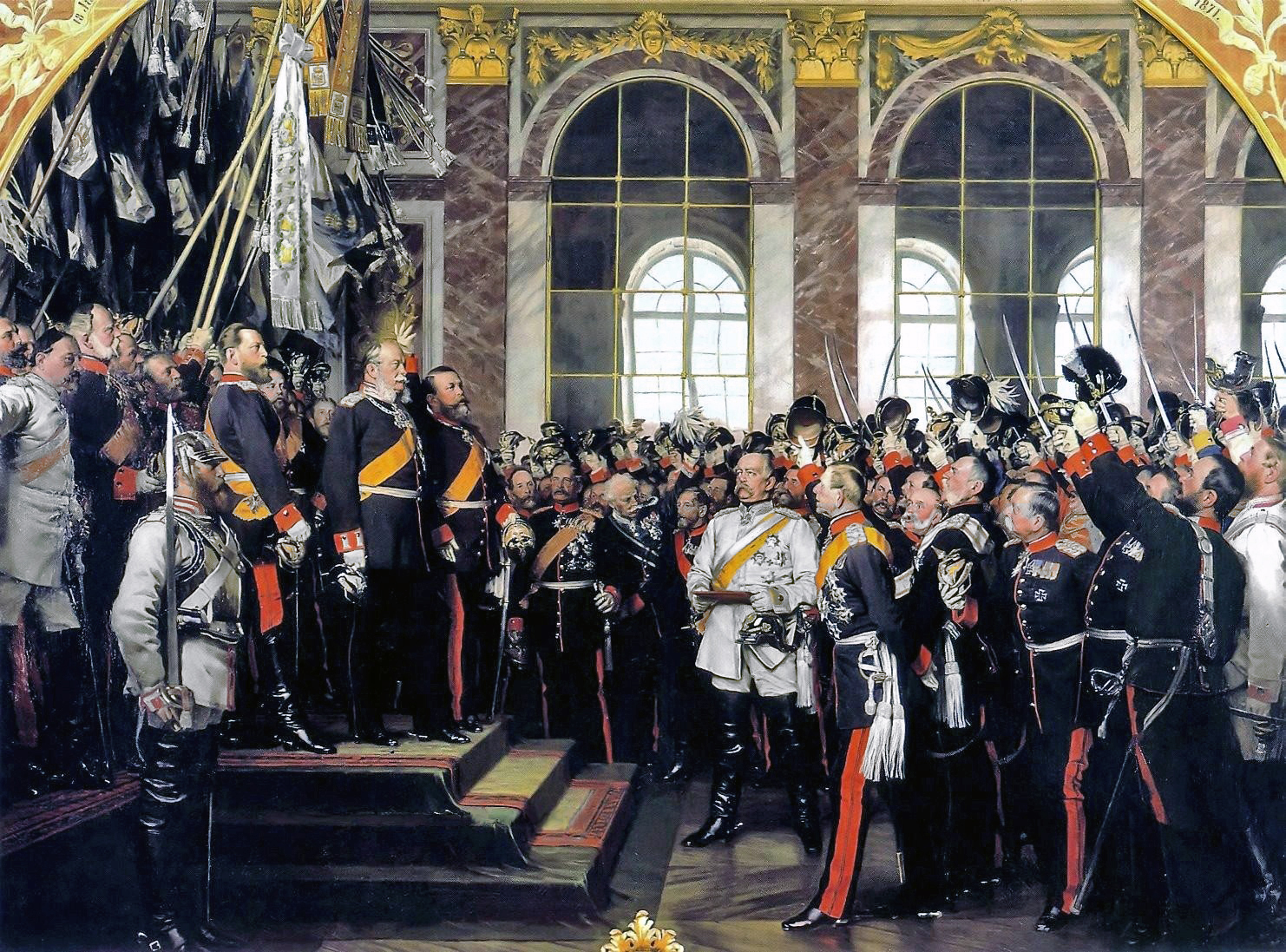
إعلان فيلهلم الأول كإمبراطور لألمانيا

كان توحيد ألمانيا تحت القيادة البروسية النقطة المحددة لإنشاء البحرية الإمبراطورية في عام 1871. كان الإمبراطور الذي تم إنشاؤه حديثًا، فيلهلم الأول، كملك بروسيا، رئيسًا للدولة الأقوى التي شكلت جزءًا من الإمبراطورية الجديدة. ظلت البحرية هي نفسها التي تديرها المنظمة السابقة للإمبراطورية عند توحيد ألمانيا، اتحاد شمال ألمانيا، الذي ورثب نفسه في عام 1867 البحرية من مملكة بروسيا. اعترفت المادة 53 من دستور الإمبراطورية الجديدة بوجود البحرية كمنظمة مستقلة، ولكن حتى عام 1888 كانت تحت قيادة ضباط الجيش واعتمدت في البداية نفس اللوائح مثل الجيش البروسي. تناطت القيادة العليا بالإمبراطور، لكن أول رئيس لها كان الجنرال دير إنفانتري (جنرال المشاة) ألبريشت فون ستوش. كيل على بحر البلطيق وفيلهلمسهافن على بحر الشمال بمثابة القواعد البحرية الرئيسية للبحرية. أصبحت وزارة البحرية السابقة الإمبراطورية الإمبراطورية في 1 فبراير 1872، بينما أصبح ستوش رسميًا أميرالًا في عام 1875. في البداية كانت المهمة الرئيسية للبحرية الإمبراطورية الجديدة هي حماية السواحل، مع اعتبار فرنسا وروسيا من أكثر أعداء ألمانيا في المستقبل. كانت مهام البحرية الإمبراطورية بعد ذلك هي منع أي قوة غزو من الهبوط وحماية المدن الساحلية من القصف المحتمل.
في مارس 1872، تم إنشاء أكاديمية البحرية الإمبراطورية الألمانية في كيل لتدريب الضباط، تبعه في مايو إنشاء «فيلق مهندس الماكينات»، وفي فبراير 1873 «فيلق طبي». في يوليو 1879، تم إنشاء «فيلق مهندسي طوربيدات» منفصل للتعامل مع الطوربيدات والألغام.
في مايو 1872، تم إنشاء برنامج بناء لمدة عشر سنوات لتحديث الأسطول. وقد استدعى ذلك ثمانية فرقاطات مدرعة، وست طرادات مدرعة، وعشرون طرادات خفيفة، وسبعة شاشات، وبطاريتان عائمتان، وستة أفيوس، وثمانية عشر زورق حربي، وثمانية وعشرين زورق طوربيد، بتكلفة تقدر بـ 220 مليون مارك ذهبي. كان يجب أن يوافق الرايخستاغ على خطة البناء، التي تسيطر على تخصيص الأموال، على الرغم من أن ربع الأموال جائت من تعويضات الحرب الفرنسية.
في عام 1883 تم استبدال ستوش بجنرال آخر، الكونت ليو فون كابريفي. عند هذه النقطة كان لدى البحرية سبع فرقاطات مدرعة وأربعة طرادات مدرعة و400 ضابط و5000 موظف. ظلت أهداف الدفاع الساحلي دون تغيير إلى حد كبير، ولكن كان هناك تركيز جديد على تطوير الطوربيدات، والذي عرض إمكانية أن تهاجم السفن الصغيرة نسبيًا بنجاح أكبر بكثير. في أكتوبر 1887 تم إنشاء أول فرقة طوربيدات في فيلهلمسهافن وفرقة طوربيدات ثانية في كيل. في عام 1887 طلب كابريفي بناء عشرة فرقاطات مدرعة.

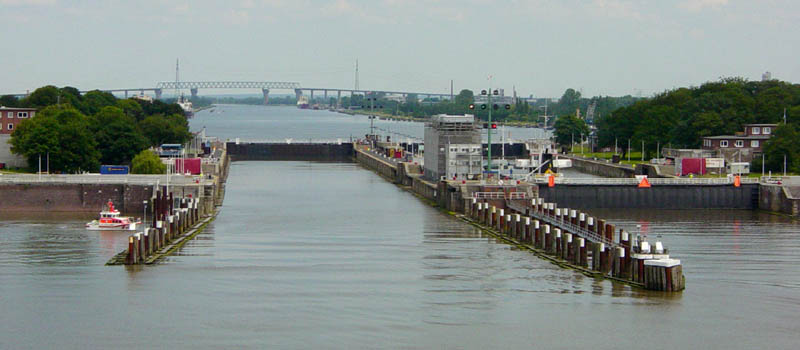
قفل قناة كييل في برونسبوتل

تم التركيز في هذا الوقت على تطوير الجيش، والذي كان من المتوقع أن يكون أكثر أهمية في أي حرب. ومع ذلك، بدأت قناة كيل في يونيو 1887، التي ربطت بحر الشمال مع بحر البلطيق عبر شبه جزيرة يوتلاند، مما سمح للسفن الألمانية بالتنقل بين البحار وتجنب المياه التي تسيطر عليها دول أخرى. أدى هذا إلى اختصار رحلة السفن التجارية، ولكنه وحد بشكل خاص المنطقتين اللتين تهمان البحرية الألمانية بشكل رئيسي، بتكلفة 150 مليون مارك.

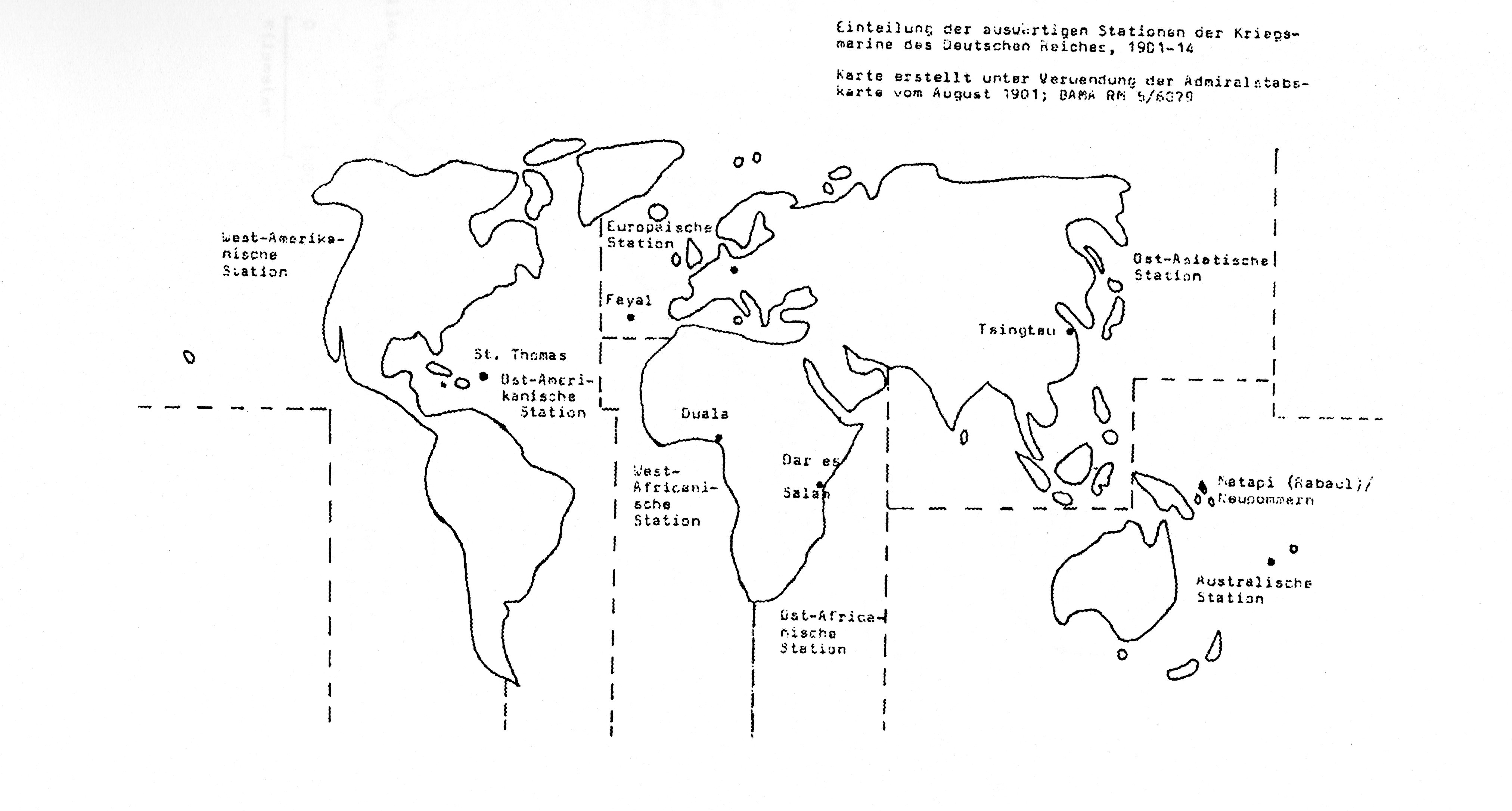
خريطة المحطات الخارجية للبحرية الإمبراطورية الألمانية، 1901-1914

في وقت لاحق، أصبحت حماية طرق التجارة البحرية الألمانية مهمة. وسرعان ما تضمن ذلك إنشاء بعض محطات الإمداد الخارجية، التي تسمى (المحطات الأجنبية)، وفي ثمانينيات القرن التاسع عشر، لعبت البحرية الإمبراطورية دورًا في المساعدة لتأمين إنشاء مستعمرات ومحميات ألمانية في إفريقيا وآسيا وأوقيانوسيا.

## 1888 إلى 1897، القيصر فيلهلم الثاني

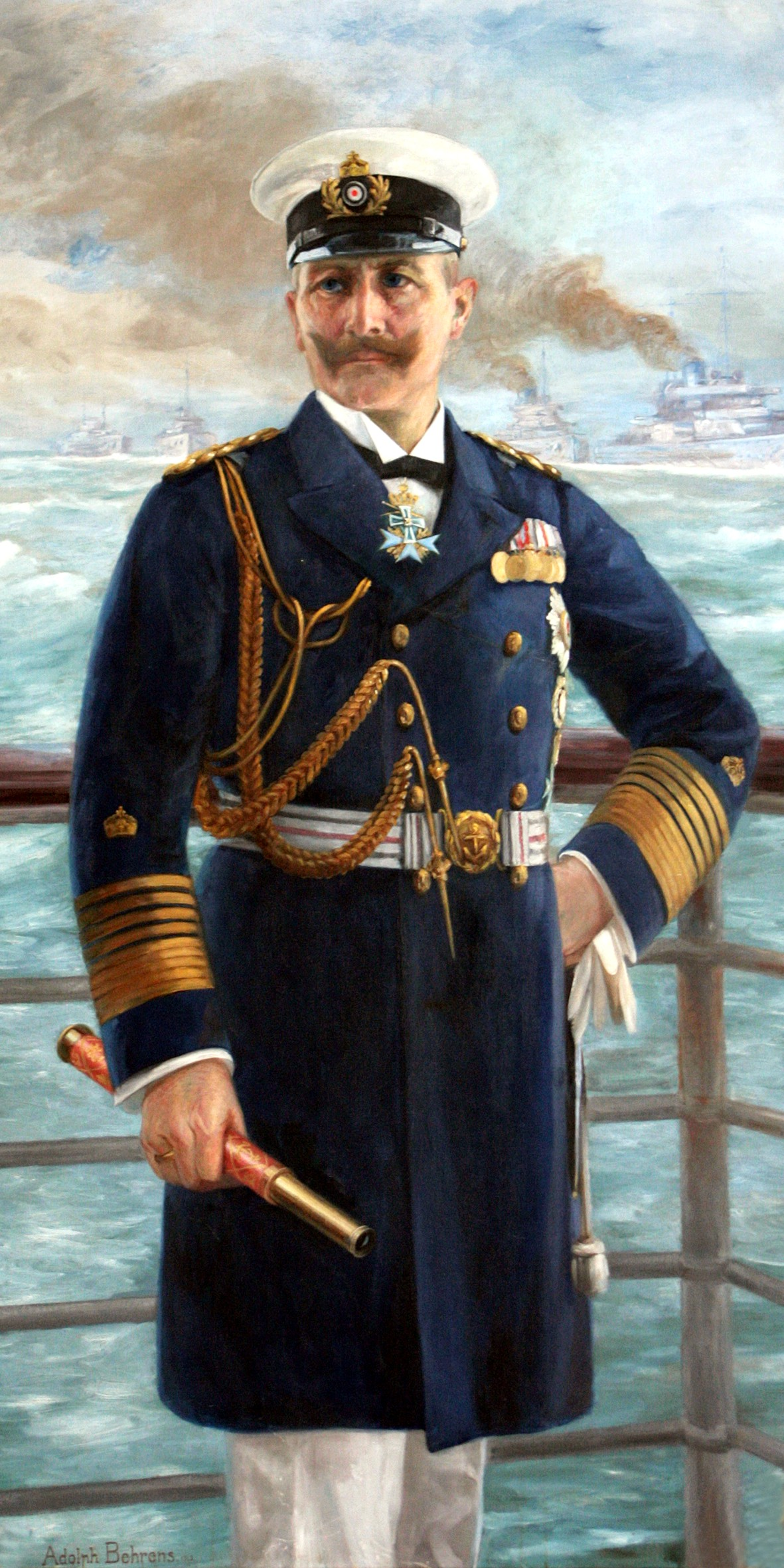
فيلهلم الثاني عام 1913

في يونيو 1888 أصبح فيلهلم الثاني إمبراطورًا بعد وفاة والده فريدريك الثالث الذي حكم لمدة 99 يومًا فقط. بدأ عهده بقصد القيام بالبحرية ما فعله جده فيلهلم للجيش. أصبح إنشاء إمبراطورية بحرية لمنافسة الإمبراطوريتين البريطانية والفرنسية طموحًا لتمييز ألمانيا كقوة عظمى عالمية. أصبح فيلهلم الأدميرال الكبير للبحرية الألمانية، ولكنه حصل أيضًا على ألقاب فخرية من جميع أنحاء أوروبا، وأصبح أميرالًا في البحرية البريطانية والروسية والسويدية والدنماركية والنرويجية والنمساوية المجرية واليونانية. في إحدى المرات ارتدى زي أميرال بريطاني لاستقبال السفير البريطاني الزائر. في ذلك الوقت كان لدى البحرية الإمبراطورية 534 ضابطًا و15480 رجلًا.

## 1897 إلى 1906 فواتير تيربيتز والبحرية

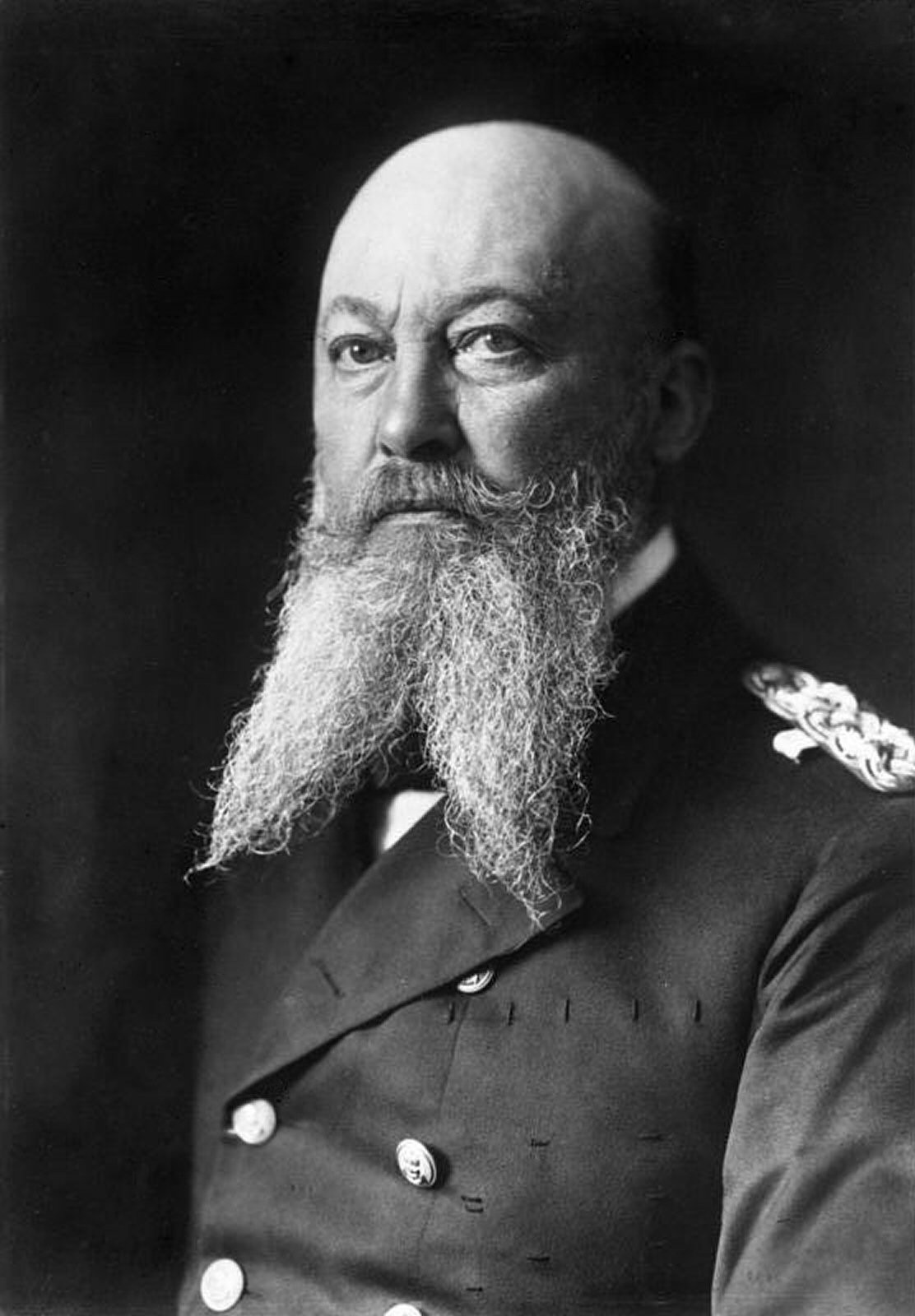
ألفريد فون تيربيتز

في 18 يونيو 1897، تم تعيين الأدميرال ألفريد فون تيربيتز وزيراً للبحرية حيث بقي لمدة تسعة عشر عاماً. دافع تيربيتز عن قضية توسيع البحرية اللازمة لألمانيا للدفاع عن أراضيها في الخارج. حقق نجاحًا كبيرًا في إقناع البرلمان لتمرير فواتير البحرية المتتالية التي تأذن بتوسيع الأسطول. كانت السياسة الخارجية الألمانية كما يتبناها أوتو فون بسمارك تهدف إلى إبعاد مصلحة القوى العظمى في الخارج بينما عززت ألمانيا اندماجها وقوتها العسكرية. الآن على ألمانيا أن تنافس البقية. بدأت تيربيتز بحملة دعائية تهدف إلى تعميم البحرية. قام بإنشاء مجلات شعبية حول البحرية، ورتب لألفريد ثاير ماهان تأثير قوة البحر على التاريخ، الذي جادل في أهمية القوات البحرية، ليتم ترجمته إلى الألمانية ودعا السياسيين والصناعيين إلى البحرية. تم تشكيل مجموعات ضغط مختلفة للضغط على السياسيين ونشر الدعاية. تم تنظيم إحدى هذه المنظمات، وهي الدورية البحرية أو Flottenverein، من قبل المديرين في صناعة الصلب (ألفريد كروب)، وساحات السفن والبنوك، حيث حصل على أكثر من مليون عضو. عرضت على الأحزاب السياسية امتيازات، مثل الضرائب على الحبوب المستوردة، مقابل دعمها للفواتير البحرية.

### إعادة تنظيم القيادة
في عام 1899، تم استبدال القيادة البحرية الملكية الإمبراطورية بأركان البحرية الإمبراطورية الألمانية (Admiralstab) المسؤولة عن التخطيط وتدريب الضباط والاستخبارات البحرية. في وقت الحرب، كان من المفترض أن تتولى القيادة العامة، ولكن في السلام تتصرف فقط كهيئة استشارية. كانت السيطرة المباشرة على مختلف عناصر الأسطول تابعة للضباط الذين يقودون هذه العناصر، وهم مسؤولون أمام القيصر.
تناسب عمليات إعادة التنظيم القيصر الذي أراد الحفاظ على السيطرة المباشرة على سفنه. كان العيب هو أنها قسمت هيكل القيادة العسكرية المتكامل الذي كان يوازن من قبل أهمية البحرية ضمن الاعتبارات الدفاعية الشاملة. كانت مناسبة لألفريد فون تيربيتز، لأنها أزالت تأثير طاقم البحرية من التخطيط البحري، لكنها تركت له إمكانية، في زمن الحرب، لإعادة تنظيم القيادة حول نفسه. ومع ذلك، لم يوافق فيلهلم الثاني على التخلي عن السيطرة المباشرة على أسطوله.

## 1906 إلى 1908، دريدنوت والابتكار:الروايةالأولى

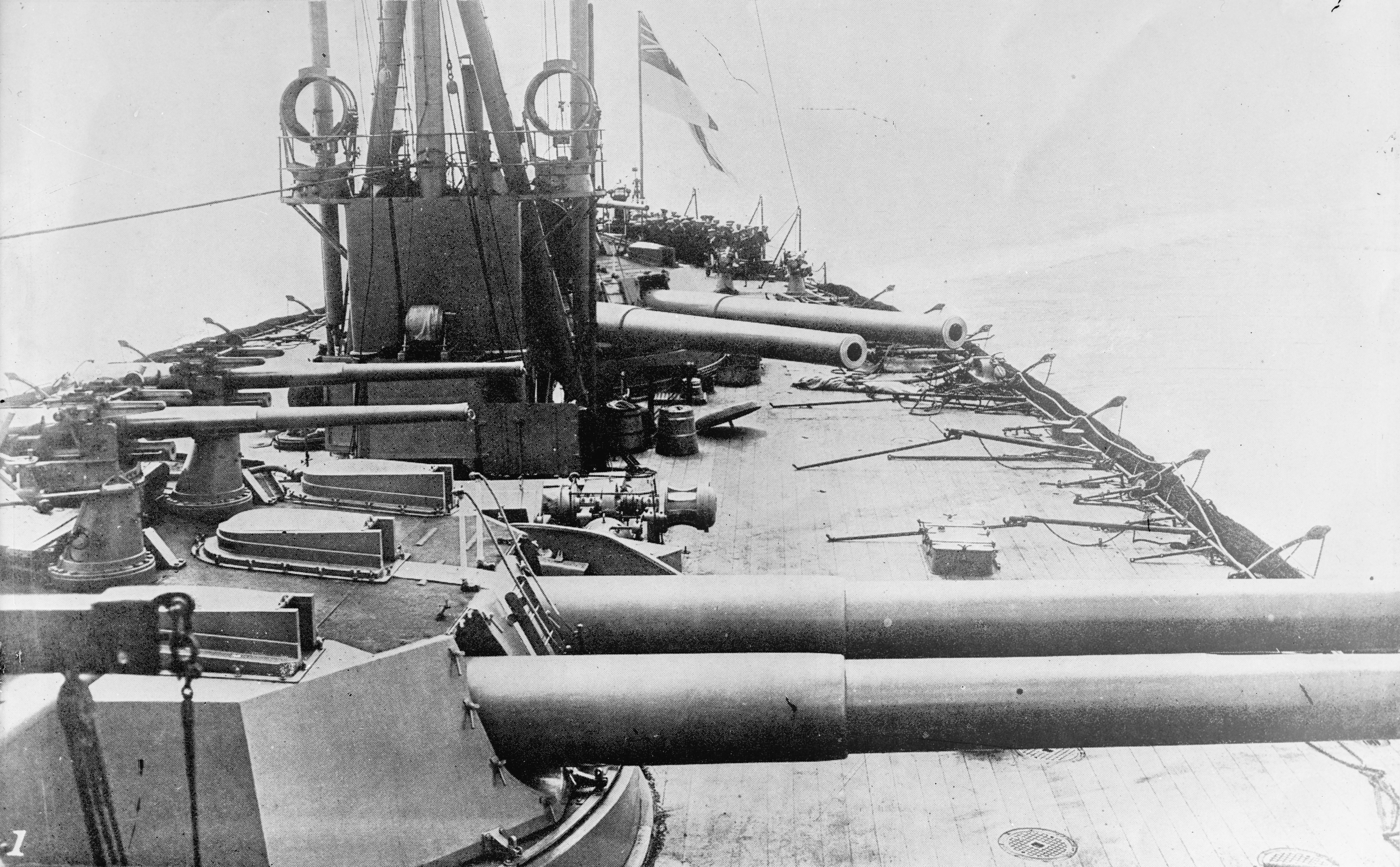
التسلح الرئيسي الموحد لـ أتس أم أسدريدنوت

في 3 ديسمبر 1906، تلقت البحرية الملكية سفينة حربية جديدة، إتش إم إس دريدنوت. أصبحت مشهورة كأول مفهوم جديد في تصميم سفينة حربية. استخدمت الدفع التوربيني للحصول على سرعة أكبر ومساحة أقل من التي تتطلبها الماكينات، وتم ترتيب المدافع بحيث يمكن إحضارها ثلاث مرات عند إطلاق النار للأمام، ومرتين عند إطلاق النار على نطاق واسع. لم يكن التصميم مفهومًا بريطانيًا فريدًا حيث تم بناء سفن مماثلة حول العالم، ولم يكن مخصصًا بشكل فريد لمواجهة التوسع البحري الألماني، ولكن التأثير كان هو مطالبة ألمانيا على الفور بإعادة النظر في برنامج البناء البحري. تم استكمال تصميم البارجة من خلال إدخال متغير مع دروع أخف وسرعة أكبر، والتي أصبحت طراد معركة.

## الحرب العالمية الأولى
مع بداية الحرب العالمية الأولى، امتلكت البحرية الإمبراطورية الألمانية 22 بارجة ما قبل-دريدنوت،  14 دريدنوت و4 طرادات معركة. تم الانتهاء من ثلاث سفن أخرى من فئة كونيج بين أغسطس ونوفمبر 1914، ودخلت سفينتان حربيتان من فئة بايرن الخدمة في عام 1916. وطراد معركة Derfflinger والطراد وتزو، و Hindenburg تم الانتهاء منها في سبتمبر 1914، مارس 1916، ومايو 1917، على التوالي.
أصبح الأدميرال فون تيربيتز قائد البحرية. أصبحت القوات المقاتلة الرئيسية للبحرية أسطول أعالي البحار وأسطول غواصات يو. تم نشر أساطيل أصغر في المحميات الألمانية الخارجية، وأبرزها تم تعيينه لأسطول شرق آسيا في تشينغداو.

### الإشتباكات

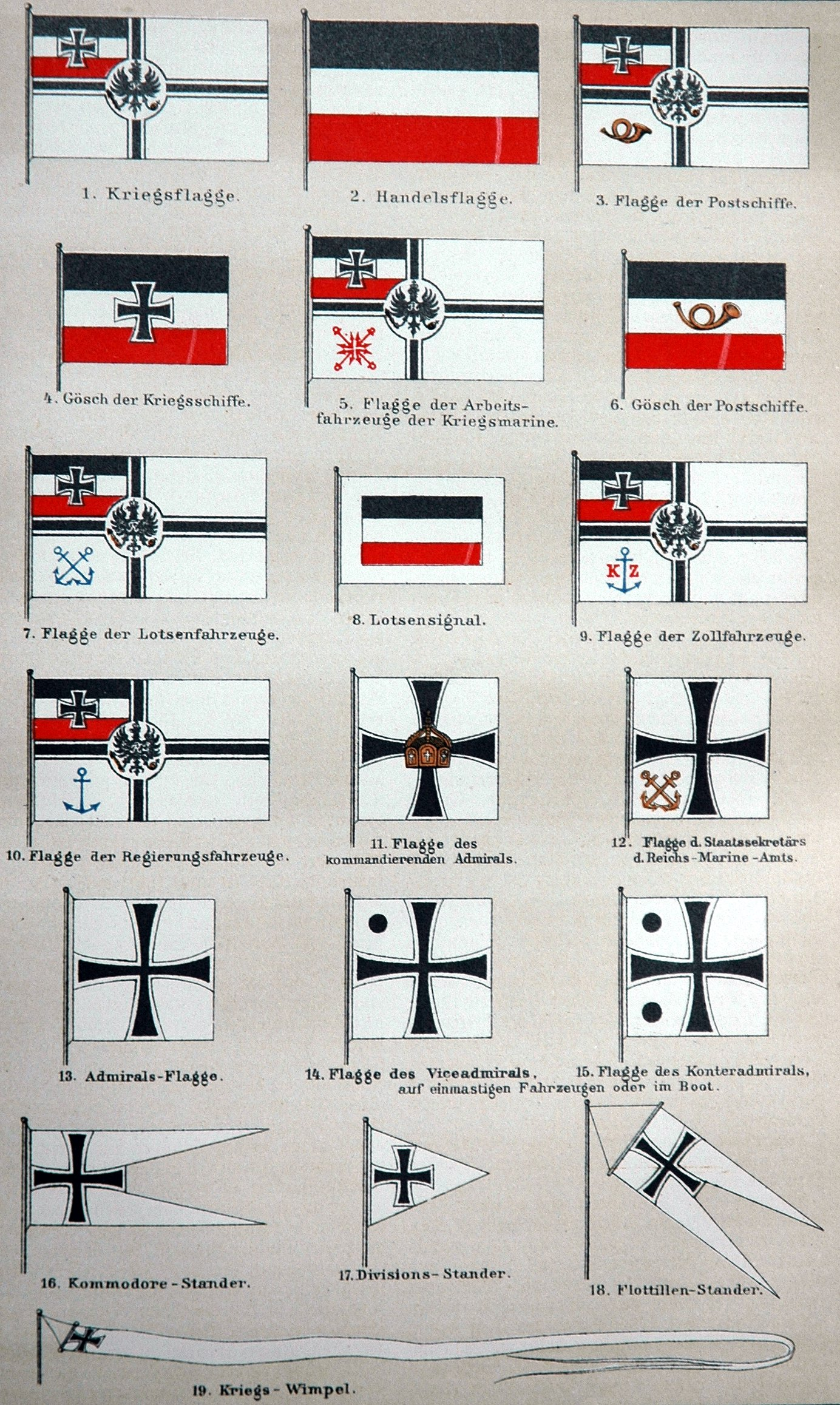
الأعلام التي تستخدمها البحرية الإمبراطورية الألمانية

## مشاة البحرية

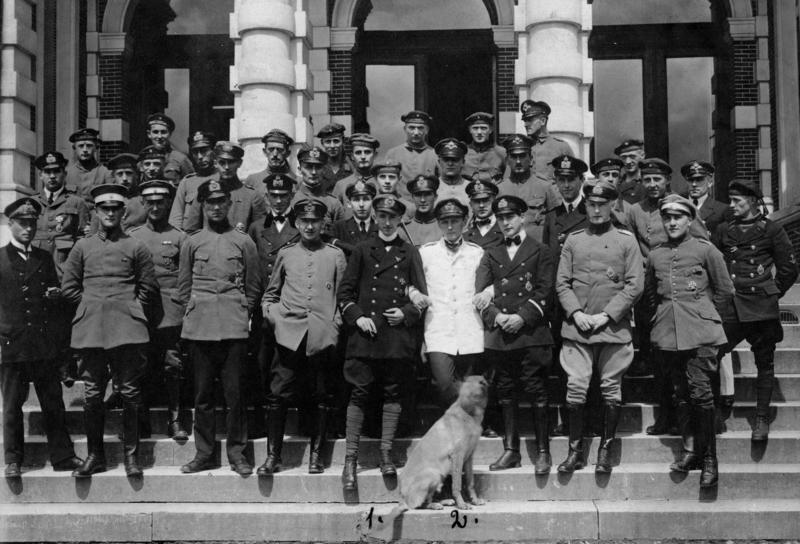
ضباط البحرية الألمانية، سبتمبر 1918

يشار إلى مشاة البحرية باسم شيباتايلون (كتائب البحر). خدموا في البحرية البروسية والبحرية الاتحادية الألمانية الشمالية والبحرية الإمبراطورية الألمانية والبحرية الألمانية الحديثة.

## بعد الحرب
بعد نهاية الحرب العالمية الأولى، تم الإستيلاء على الجزء الأكبر من السفن الحديثة للبحرية (74 في الكل) في سكابا فلو (نوفمبر 1918)، حيث تم إغراق الأسطول بأكمله (مع بعض الاستثناءات) من قبل أطقمها في 21 يونيو 1919 بناءا على أوامر من قائدها الأدميرال لودفيج فون رويتر. [بحاجة لرقم الصفحة]
قام إرنست كوكس لاحقًا بإنقاذ العديد من سفن سكابا فلو.
أصبحت السفن الباقية للبحرية الإمبراطورية أساس الرايخ مارين لجمهورية فايمار.

## الرتب والتصنيفات
جمع نظام تصنيف البحرية الإمبراطورية الألمانية نظام بروسيا للقوات البحرية للولايات الشمالية الأخرى.